# Агрономовка
Агрономовка (рум. Agronomovca) — село в Унгенском районе Молдавии. Является административным центром коммуны Агрономовка, включающей также сёла Новые Негурены и Новые Зазулены.

## География
Село расположено на высоте 99 метров над уровнем моря.

## Население
По данным переписи населения 2004 года, в селе Агрономовка проживает 769 человек (375 мужчин, 394 женщины).
Этнический состав села:
| Национальность | Число жителей | Процентный состав |
| -------------- | ------------- | ----------------- |
| украинцы       | 502           | 65,28             |
| молдаване      | 245           | 31,86             |
| русские        | 17            | 2,21              |
| гагаузы        | 1             | 0.13              |
| прочие         | 4             | 0,52              |
| Всего          | 769           | 100 %             |